# Arnold Kadlec
Arnold Kadlec, född 8 januari 1959 i Most, är en före detta tjeckoslovakisk ishockeyspelare.
Han blev olympisk silvermedaljör i ishockey vid vinterspelen 1984 i Sarajevo.